# Orthocaulis hyperboreus
Orthocaulis hyperboreus là một loài rêu trong họ Anastrophyllaceae. Loài này được Konstantinova mô tả khoa học đầu tiên..